# Pétur Sigurðsson (Leichtathlet)
Pétur Friðrik Sigurðsson (* 16. Juli 1928 in Reykjavík; † 19. September 2002) war ein isländischer Leichtathlet.

## Werdegang
Pétur Sigurðsson nahm an den Olympischen Sommerspielen 1952 in Helsinki teil. Im Wettkampf über 100 m schied er im Vorlauf aus. Im 4 × 100-m-Staffelwettkampf wurde er mit der isländischen Stafette disqualifiziert.